# 有田のイチョウ

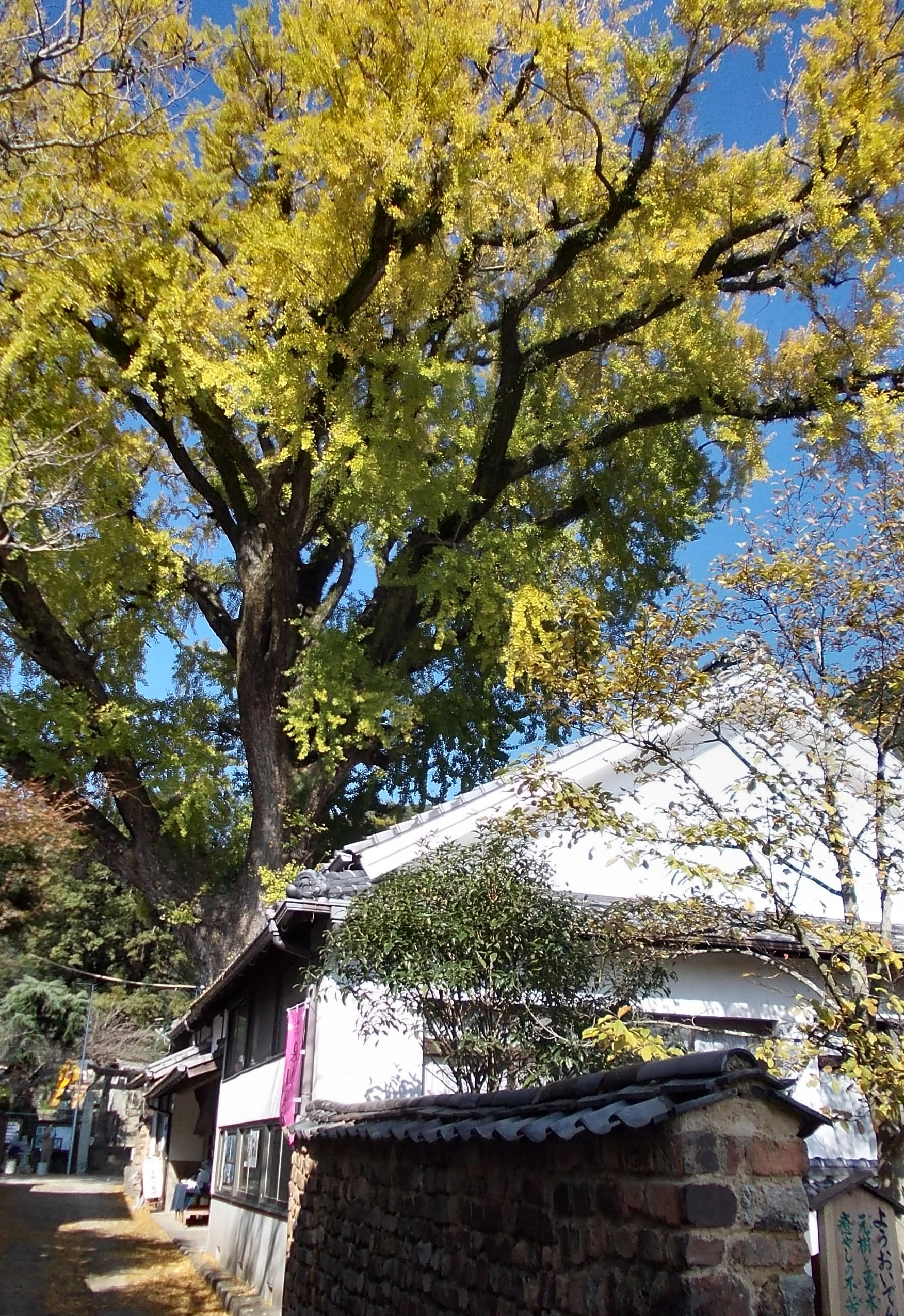
有田のイチョウ。トンバイ塀の路地を入った民家に隣接した場所に生育する。2011年11月23日撮影。

有田のイチョウ（ありたのイチョウ）は、佐賀県西松浦郡有田町泉山1丁目に鎮座する、泉山弁財天神社/市杵島神社の境内に生育する、国の天然記念物に指定されたイチョウの巨樹である。
有田町のホームページや現地案内板、各種観光案内などでは「有田の大公孫樹」または「有田の大イチョウ」と「大」の字を付けて表記されることが多いが、文化庁による指定名称は「有田のイチョウ」である。また、弁財天神社前の境内広場にあることから「弁財天のイチョウ」とも呼ばれる。日本全国に20件ある国の天然記念物に指定されたイチョウの1つであり、イチョウの国指定天然記念物としては最も早い、1926年（大正15年）10月20日に国の天然記念物に指定された。

## 解説

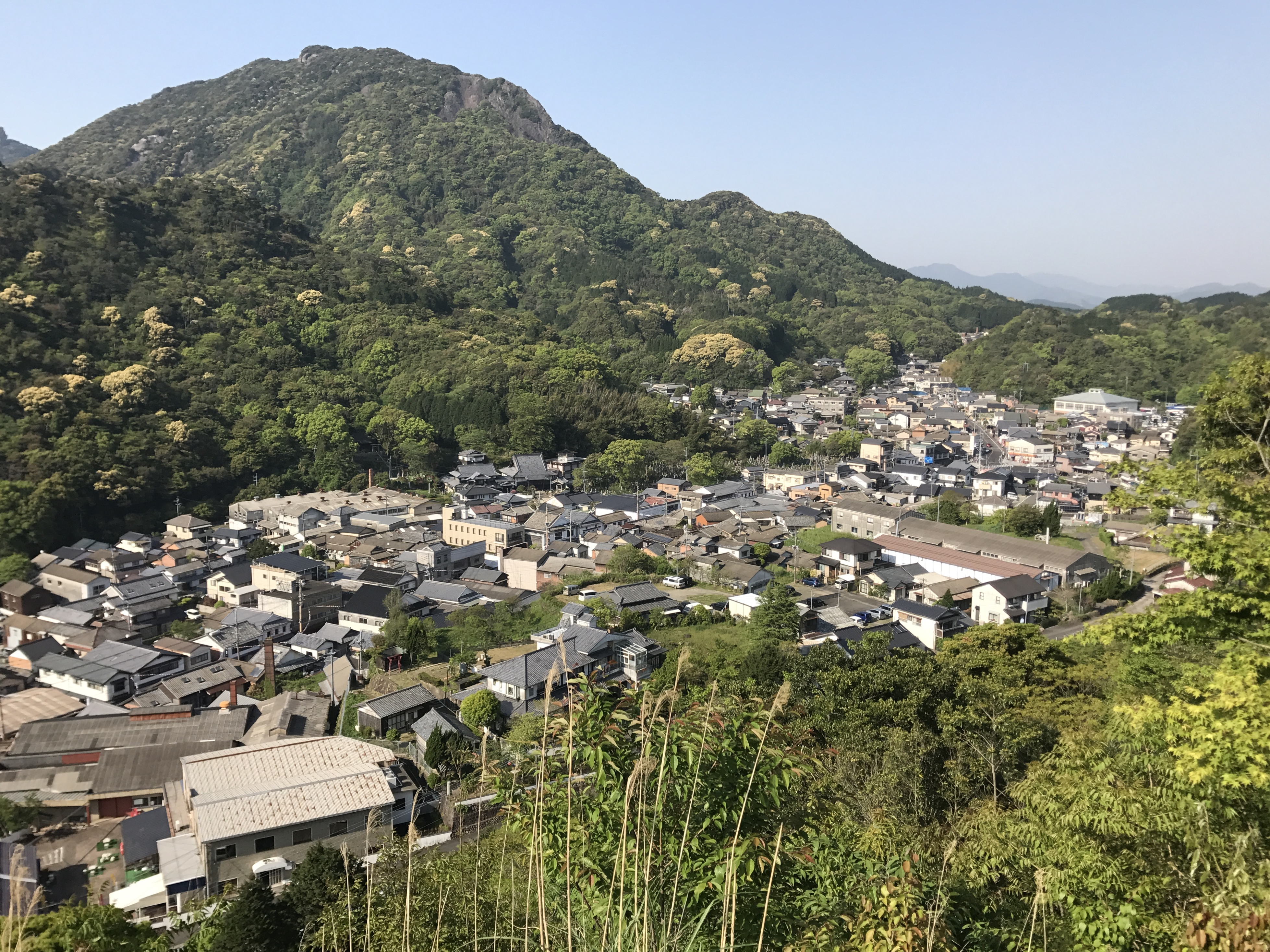
陶祖李参平の碑付近より望む有田町泉山地区。画像中央やや右側の住宅密集地に「有田の大イチョウ」がある。2017年4月29日撮影。

有田のイチョウは有田焼の産地で知られる佐賀県西部の西松浦郡有田町の、泉山弁財天神社/市杵島神社 の境内に生育している。この泉山（いずみやま）地区は17世紀初期に、陶器の原材料となる良質の白磁鉱が発見された場所であることから、有田焼のみならず日本の磁器の発祥の地とも言われる場所で、陶工たちが集まり磁器の生産で発展した歴史を持ち、旧街道の表通り沿いは店先に陶磁器が並ぶ商家が軒を連ね、裏側には窯業関連の作業場が密集し、解体した窯の耐火レンガや廃材を赤土で塗り固めて築かれた「トンバイ塀」と呼ばれる土塀が連なる特有の町並みが形成され「有田内山」として1991年（平成3年）に国の重要伝統的建造物群保存地区に選定されている。
国の天然記念物に指定された有田のイチョウがある泉山地区は、日本で最初に磁石（じせき）が発見されたと言われる国史跡に指定された泉山磁石場跡がある場所で、大イチョウの生育する弁財天神社/市杵島神社の境内も、トンバイ塀が連なる歴史的な家屋が密集する一角にあり、有田町の観光協会など各サイトでも、トンバイ塀と古い建物越しに撮影された有田のイチョウの画像が見られ、かつて江戸時代には、磁石や陶磁器などを不正に持ち出すことを取り締まる「口屋番所」と呼ばれた佐賀藩の番所が、この大イチョウの樹下に設けられていた。
推定樹齢は850年または1000年を超えるともいわれており、高く直立した樹形が特徴的で、イチョウの老樹によく見られる円錐形の気根状に突起する「乳柱」が、ほとんどないことも大きな特徴である。樹高や根回りなどの高さや大きさは資料によって大きく異なり、地元有田町が運営する「有田町歴史民俗資料館」ホームページによれば、樹高約40メートル、根回り約11メートル、目通り幹囲は約8メートルであり、枝の延びる範囲は東西で約31メートルにもなるという。根元の南側は2020年（令和2年）までは民家に接しており、地上5メートルの高さから4本の枝に分かれ、上方へ高く伸びていて、枝や幹にはノキシノブやマメヅタ、キヅタなどが着生している。
また、イチョウは雌雄異株であるが、この性別も資料文献等により異なっており、天然記念物指定時（1926年）の解説が記載された文化庁データベース、植物学者の本田正次による『植物文化財 天然記念物・植物』（1958年）および文化庁文化財保護部監修『天然記念物辞典』（1971年）によれば『雌木』とされているのに対し、講談社『日本の天然記念物』（1995年）、渡辺典博『巨樹・巨木 日本全国674本』（1999年）および先述の「有田町歴史民俗資料館」ホームページでは『雄木』とされている。
イチョウは樹木に対する害虫や火災に強いと言われ、1828年（文政11年）に有田皿山地区を襲った台風（子年の大風）に伴う大火の際、有田の大イチョウに隣接した池田家では、この木が「火」を嫌い、風向きを変えてくれたおかげで、家屋への延焼を免れたという伝承が言い伝えられているが、近年では強風によって破損したイチョウの枝が落下し、隣接する樹木直下の民家の屋根を直撃して破損させてしまう事故が数年に一度の割合で発生しており、枝の一部が切除されるなどの対策が行われたという。これまでは幸いなことに人的な被害は無かったものの、2018年（平成30年）7月、有田町では樹木医ら専門家の意見を参考に、折れた枝の落下防止対策に乗り出したが、大規模な伐採を行うと樹勢に悪影響を与えかねないため、枝の一部をケーブルで繋ぎ止めたり、外観診断のためイチョウの木に登り、精密機器を用いた樹木内部の空洞の確認や、根元周辺の土壌調査などが行われ、有田町ではこれらのデータを今後の管理計画の資料として役立てていくとしている。ただ、強風による枝の破損の懸念は完全に解決させることが難しく、結局このイチョウに隣接する民家は2020年（令和2年）9月に、家屋をそのまま移動させる曳家（ひきや）によって約20メートル移動させる大掛かりな工事が施行され、長年にわたり枝の落下に悩まされてきたこの家の住民は「これで少しは安心できる」と心境を語っている。

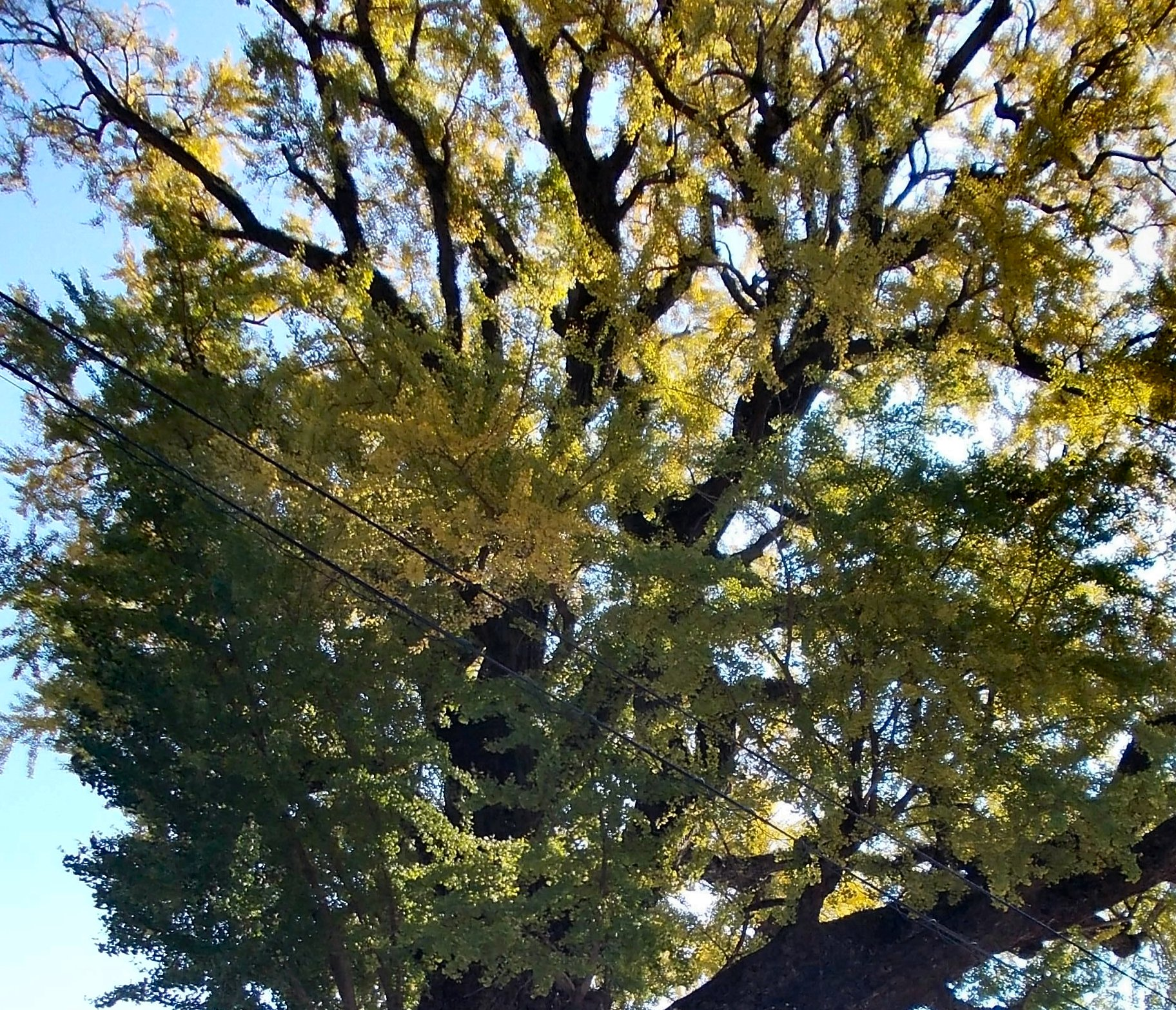
上部。
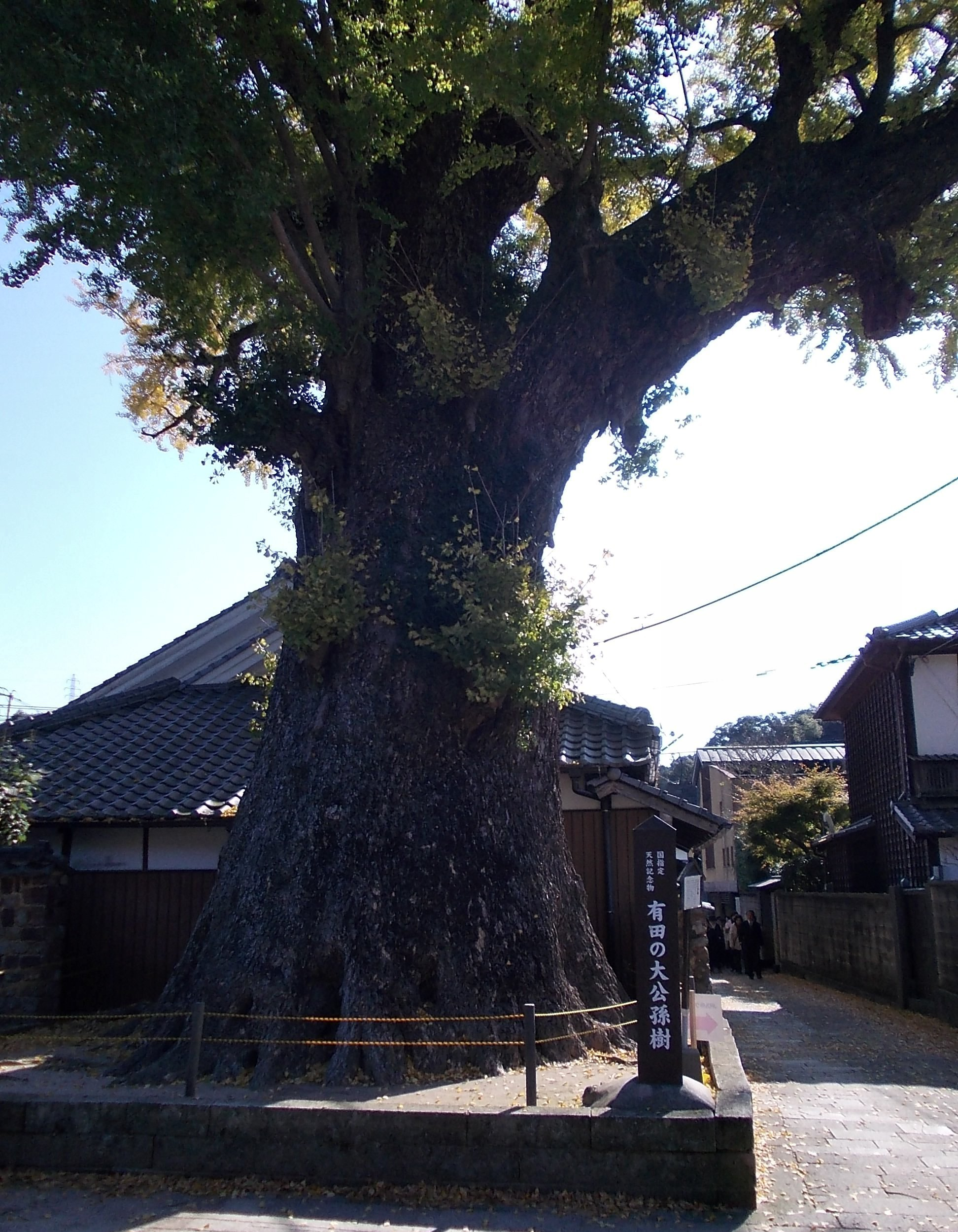
境内（北側）から。民家に隣接していた。
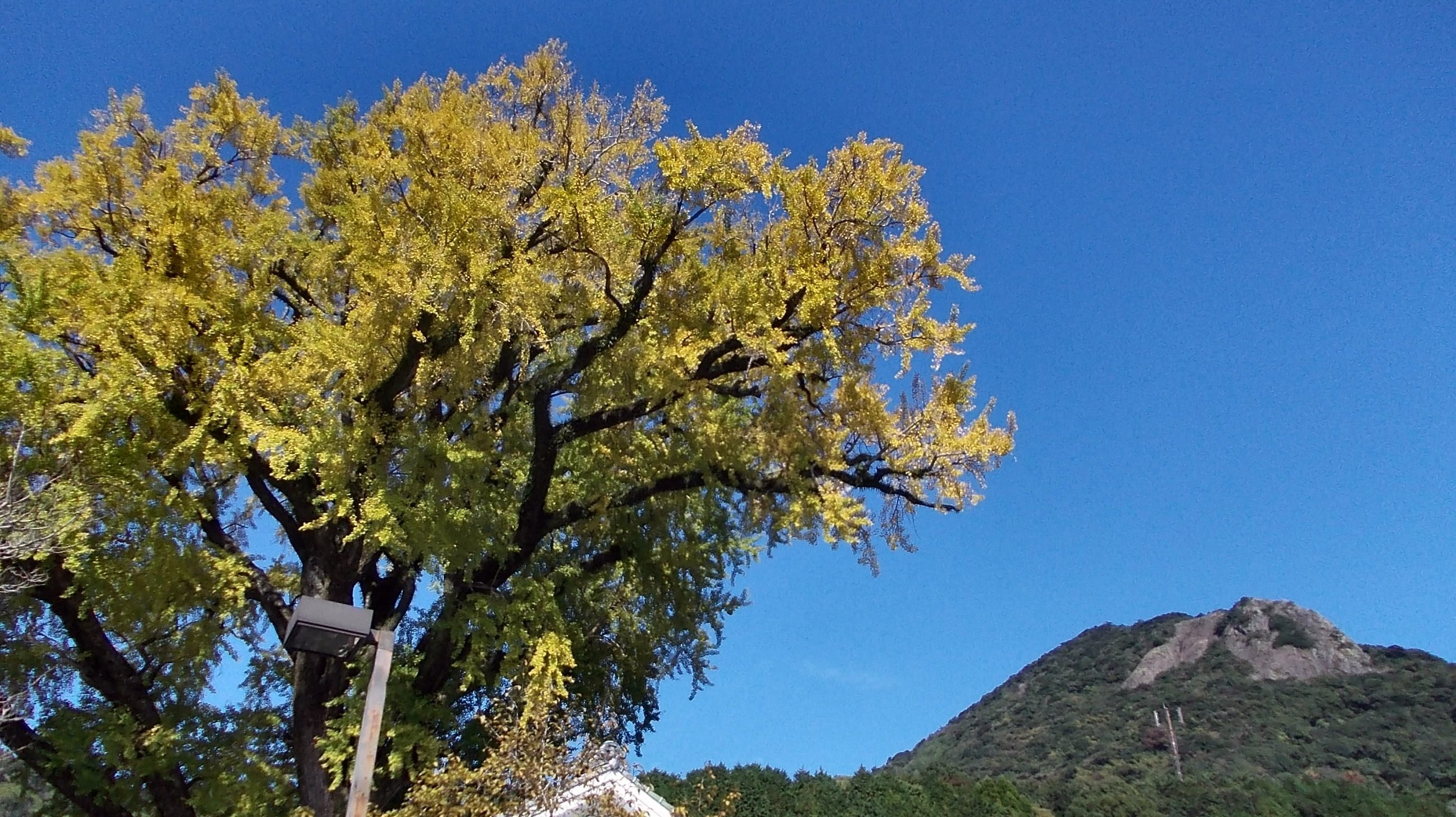
南側から。後方の山は黒髪山。

## 交通アクセス
所在地
- 佐賀県西松浦郡有田町泉山1-13[7]。

交通
- JR九州佐世保線 上有田駅下車。徒歩約10分[7]。
- 西九州自動車道波佐見有田インターチェンジより、車で約10分[7]